# Ryan Woodie Wood
Ryan Mitchell Wood född 20 november 1975, död 7 mars 2007, mer känd under sitt artistnamn Woodie, var en amerikansk musikartist och producent från Antioch i Kalifornien.

## Död
Den 7 mars 2007 dog Ryan av en självförvållad skottskada i Florence i Oregon. Han var bara 31 år gammal. Månader tidigare hade hans hustru dött i en bilolycka, vilket åsamkade Woods depression.

## Diskografi
- Yoc Influenced (1998)
- Demonz N My Sleep (2001)
- Life Stories, Vol. 1 (2002)
- 2 Sides of the Game (2005)
- Northen Expozure Vol. 7 (2006)
- Pistoleros (2007)